# Клейтон, Маргерит
Маргерит Клейтон (англ. Marguerite Clayton; 12 апреля 1891 — 20 декабря 1968) — американская актриса немого кино. С 1909 по 1928 год снялась в 179 фильмах, в том числе в ряде вестернов с Бранчо Билли Андерсоном и Гарри Кэри.
Родилась в Огдене, штат Юта, погибла в Лос-Анджелесе, Калифорния в результате дорожно-транспортного происшествия. Похоронена вместе с мужем на Арлингтонском национальном кладбище.

## Избранная фильмография
- 1915 — Его выздоровление
- 1915 — Кровь волка